# Earl Alfred Boyea

Wappen von Earl Alfred Boyea

Earl Alfred Boyea (* 10. April 1951 in Pontiac) ist ein US-amerikanischer Geistlicher und Bischof von Lansing.

## Leben
Der Weihbischof in Detroit, Joseph Leopold Imesch, weihte ihn am 20. Mai 1978 zum Priester. 
Papst Johannes Paul II. ernannte ihn am 22. Juli 2002 zum Weihbischof in Detroit und Titularbischof von Siccenna. Der Erzbischof von Detroit, Adam Joseph Kardinal Maida, spendete ihm am 13. September desselben Jahres die Bischofsweihe; Mitkonsekratoren waren Timothy Paul Andrew Broglio, Apostolischer Nuntius in der Dominikanischen Republik, und Thomas Joseph Tobin, Bischof von Youngstown.
Am 27. Februar 2008 wurde er zum Bischof von Lansing ernannt und am 29. April desselben Jahres in das Amt eingeführt.